# Jean Bouin (carrera)

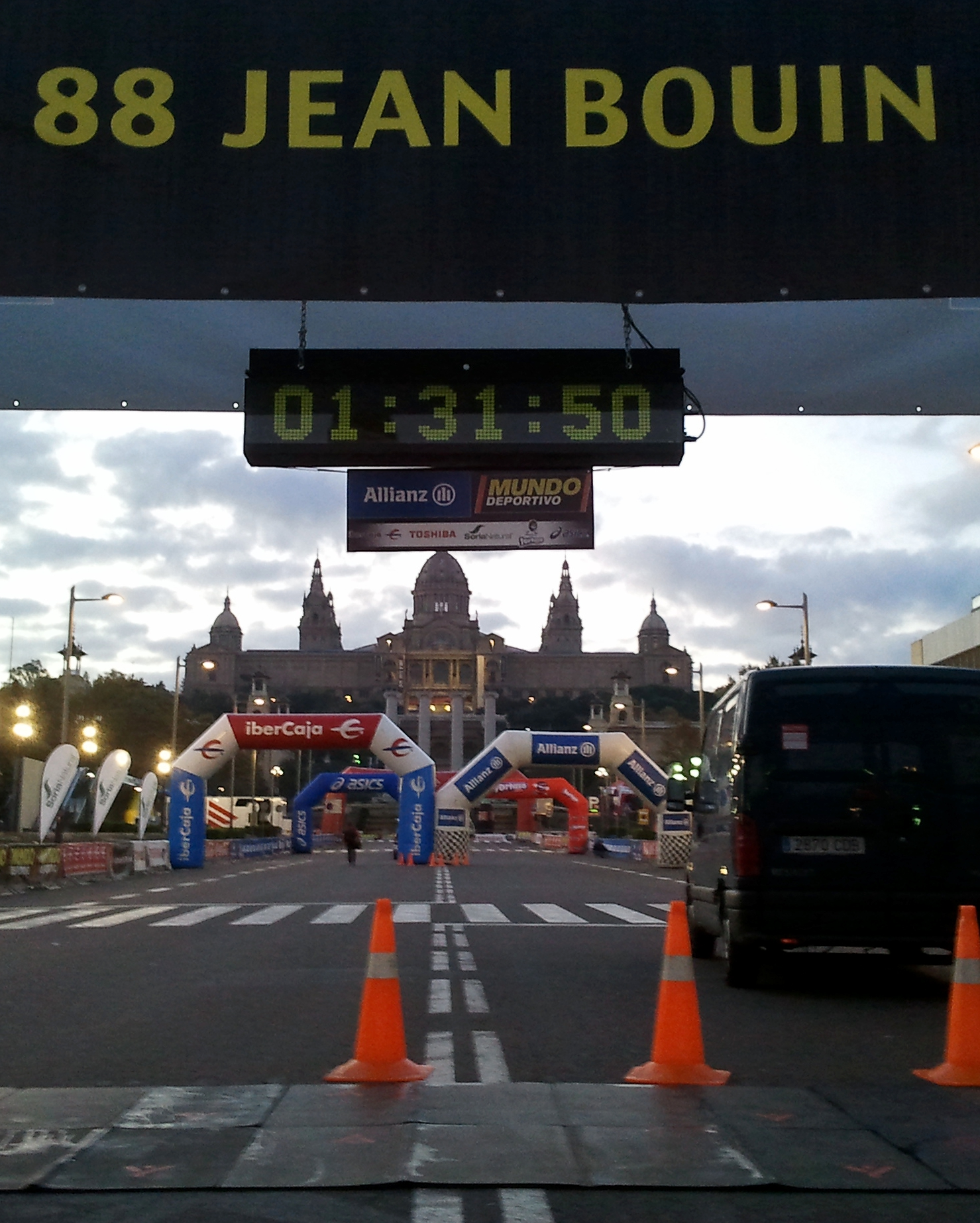
La meta de la edición 88 (2011), ubicada en la avenida de la Reina María Cristina de Barcelona.

La Jean Bouin Gran Premio Allianz, originalmente conocida como Jean Bouin, es una carrera atlética de carácter popular que cada año se celebra en Barcelona. Se disputó por primera vez en 1920, lo que la convierte en el segundo acontecimiento atlético vigente más antiguo de España (tras el Cross de Reyes de la Gimnástica de Ulia —San Sebastián—, aunque con más ediciones que este último), al margen de los Campeonatos de España de atletismo. Está organizada por el diario El Mundo Deportivo y desde 1946 es carrera internacional.
El evento se desarrolla en un circuito urbano en la montaña de Montjuic, y cuenta con un programa de 16 carreras de 25 categorías diferentes, y con recorridos de diferentes distancias. En las pruebas profesionales, masculina y femenina, suelen participar los mejores atletas del fondo español y mundial. Los atletas más laureados de la carrera han sido Gregorio Rojo, seis veces ganador de la prueba masculina, y Encarna Escudero, siete veces ganadora de la femenina.

## Historia
La primera edición de la Jean Bouin se celebró el 1 de febrero de 1920, organizada por el desaparecido semanario deportivo L'Sport de Barcelona y gracias a la iniciativa de un grupo de periodistas amantes del atletismo: José Antonio Trabal, Luis Meléndez y Rossend Calvet. Los tres fundadores denominaron a la carrera con el nombre de Jean Bouin, en honor de un mítico atleta francés de los años 1910, que fue subcampeón olímpico de 5.000 metros en los Juegos Olímpicos de Estocolmo de 1912 y plusmarquista mundial de 10.000 metros, y que falleció trágicamente en 1914 en el frente de la Primera Guerra Mundial. El diario El Mundo Deportivo fue el organizador de la prueba en 1926, repitió en 1928, 1929, 1930, 1933 y 1936, y tomó definitivamente las riendas de la prueba en 1941, actividad que mantiene en la actualidad.
Desde su primera edición, la Jean Bouin ha vivido multitud de vicisitudes y circunstancias que han ido alterando las características del evento. 
Entre 1936 y 1939 fue interrumpida a causa de la guerra civil española. Durante los primeros años de la posguerra, las autoridades políticas franquistas obligaron a cambiarle el nombre, de manera que fue rebautizada como "Gran Premio de Año Nuevo". También fue puntualmente suspendida en los años 1955 y 1967. En el año 1957 se celebraron dos ediciones, las dos ganadas por Antonio Amorós. El circuito también fue objeto de cambios a lo largo de los años: hubo llegadas en el Arco del Triunfo, paseo de San Juan, Ramblas y Montjuic, donde se asentó desde el año 1973.
Actualmente se disputa la última semana del mes de noviembre y además de organizarse carreras`para todas las categorías federadas se disputa una carrera open sobre una distancia de 10 km que recorre las calles de Barcelona.

### Edición de 1920[4]
La primera edición se disputó en un recorrido de 10 km que transcurría desde la localidad de Esplugas de Llobregat y Barcelona, con llegada en el parque de la Ciudadela, concretamente en la avenida de los Tilos.
Contó con una inscripción de 87 corredores de los que tomaron la salida tan solo 48, clasificándose 45. Los primeros clasificados fueron:
- 1º Rosendo Calvet (FC Barcelona), con un tiempo de 34'10"2.
- 2º Ángel Vidal
- 3º Lluis Fontané
- 4º Manuel Cutié (RCD Espanyol)

### Edición de 1921[4]
La Jean Bouin disputa su segunda edición manteniendo el mismo trazado y añadiendo nuevos alicientes como una clasificación por equipos que ganaría el RCD Espanyol por delante del CE Europa.
- 1º Diodoro Pons

### Ediciones recientes

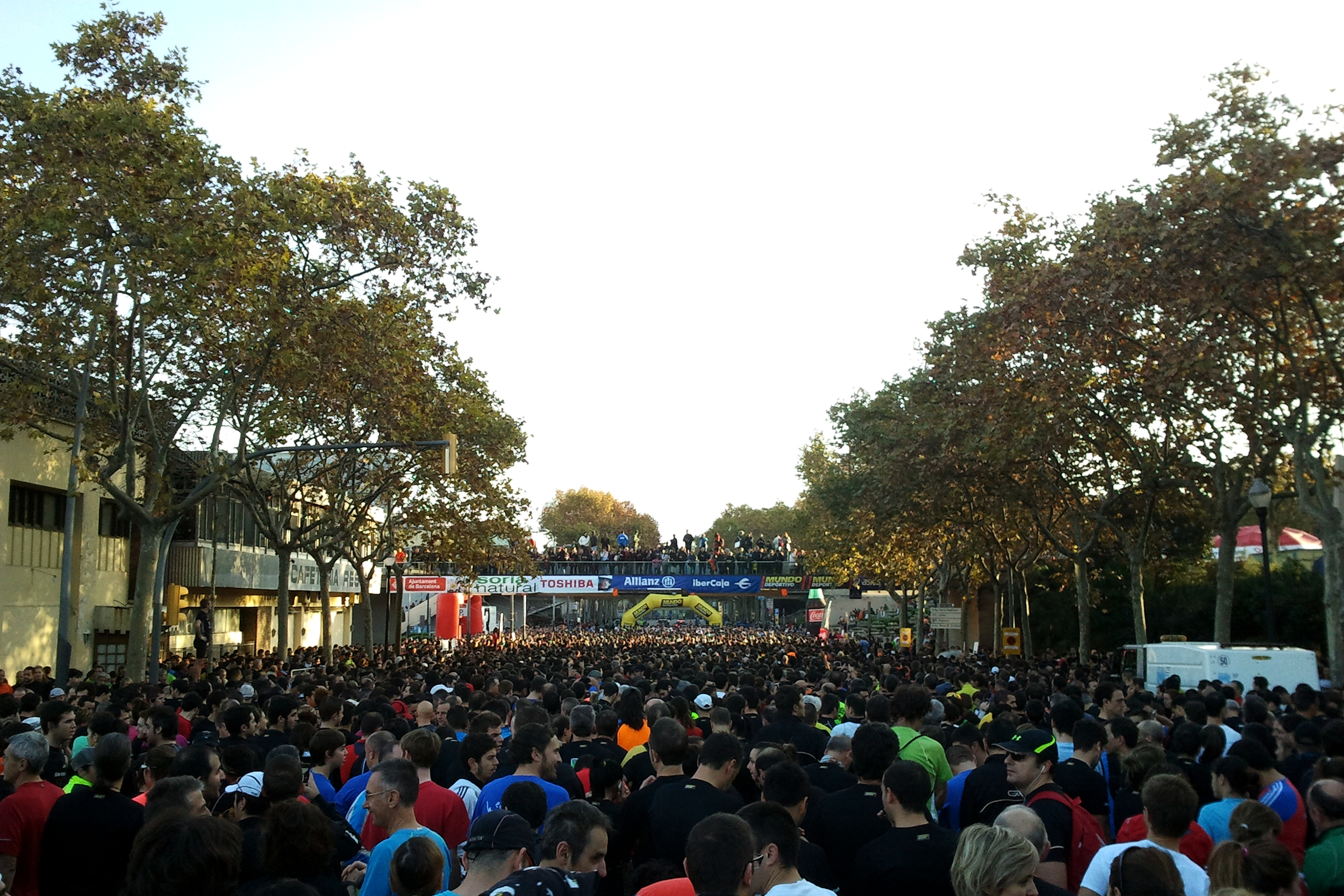
Vista de los 10.000 participantes momentos antes de empezar la 88 edición, celebrada en 2011.

Desde 1973, el circuito se ha mantenido invariable. En 2006 contó con una inscripción de 4614 para las categorías federadas y de 2753 en la carrera open, una cifra que ha ido aumentando hasta llegar a los 10.000 inscritos en 2011, límite que puso la organización con tal de garantizar la seguridad.
El 26 de noviembre de 2023 se realizó la edición 100 de la carrera, contando con el patrocinio de la empresa Allianz. Para esta edición se contó con 15 carrera para profesionales en las categorías 10k y 5k.
En el 2024 se corrió la edición 101 de la carrera, dejando como ganador en la rama masculina al keniata Ezekiel Letaya y en la competencia femenina a la española Blanca Fernández.

## Ganadores
| Edición  | Fecha       | Vencedor Masculino                                 | Tiempo del vencedor    | Vencedora Femenina                                   | Tiempo de la vencedora | Vencedor Equipos (Masculino) |
| -------- | ----------- | -------------------------------------------------- | ---------------------- | ---------------------------------------------------- | ---------------------- | ---------------------------- |
| I        | 01.02.1920  | Rosendo Calvet ( España) · F.C. Barcelona          | 34:10                  | No disputada.                                        |                        | No disputado.                |
| II       | 13.02.1921  | Teodoro (Diodoro) Pons ( España) · Ateneu Igualadí | 32:43                  | No disputada.                                        |                        | R. C. D. Espanyol 45 p.      |
| III      | 01.01.1922  | Ángel Vidal ( España) · F.C. Barcelona             | 32:56.2                | No disputada.                                        |                        | R. C. D. Espanyol 24 p.      |
| IV       | 06.01.1923  | Miguel Palau ( España) · R. C. D. Espanyol         | 32:51.2                | No disputada.                                        |                        | R. C. D. Espanyol            |
| V        | 06.01.1924  | Joaquín Miquel ( España) · R. C. D. Espanyol       | 30:39                  | No disputada.                                        |                        | R. C. D. Espanyol 31 p.      |
| VI       | 05.04.1925  | Joaquín Miquel ( España) · R. C. D. Espanyol       | 30:43                  | No disputada.                                        |                        | F.C. Barcelona               |
| VII      | 01.01.1926  | Miguel Palau ( España) · F.C. Barcelona            | 30:23                  | No disputada.                                        |                        | F.C. Barcelona               |
| VIII     | 02.01.1927  | Joaquín Miquel ( España) · R. C. D. Espanyol       |                        | No disputada.                                        |                        | R. C. D. Espanyol 39 p.      |
| IX       | 01.01.1928  | Salvador Tapias ( España) · R. C. D. Espanyol      | 30:34                  | No disputada.                                        |                        | F.C. Barcelona               |
| X        | 06.01.1929  | Miguel Moreno ( España) · R. C. D. Espanyol        | 30:17                  | No disputada.                                        |                        | R. C. D. Espanyol            |
| XI       | 05.01.1930  | José Reliegos ( España) · R. C. D. Espanyol        | 31:07                  | No disputada.                                        |                        | F.C. Barcelona               |
| XII      | 15.12.1930  | Marcelino Castelló ( España) · A.E.Tagamanent      | 30:16                  | No disputada.                                        |                        | A.E. Tagamanent 25 p.        |
| XIII     | 14.04.1932  | Jaime Roca ( España) · F.C. Barcelona              | 30:31                  | No disputada.                                        |                        | A.E. Tagamanent              |
| XIV      | 23.04.1933  | Manuel Andreu ( España) · Sarrià Esportiu          | 32:32.6                | No disputada.                                        |                        | A.E. Tagamanent              |
| XV       | 15.04.1934  | Jerónimo Joan ( España) · CE.V Aire Lliure         | 32:42.8                | No disputada.                                        |                        | U.A. Nurmi                   |
| XVI      | 20.01.1935  | Jerónimo Joan ( España) · CE.V Aire Lliure         | 34:10                  | No disputada.                                        |                        | F.C. Barcelona               |
| XVII     | 06.01.1936  | Alejandro Pérez ( España) · Fed. Aragonesa         | 31:44.4                | No disputada.                                        |                        | C.D. Hércules                |
|          | 1937 a 1939 | No se celebró                                      |                        |                                                      |                        |                              |
| XVIII    | 01.01.1940  | José Fontseré ( España) · F.C. Barcelona           |                        | No disputada.                                        |                        | F.C. Barcelona               |
| XIX      | 01.01.1941  | Gregorio Rojo ( España) · R. C. D. Espanyol        | 30:12.0                | No disputada.                                        |                        | R. C. D. Espanyol            |
| XX       | 01.01.1942  | Manuel Andreu ( España) · F.C. Barcelona           | 29:50.2                | No disputada.                                        |                        | F.C. Barcelona               |
| XXI      | 01.01.1943  | Gregorio Rojo ( España) · R. C. D. Espanyol        | 29:18.4                | No disputada.                                        |                        | R.C.D Espanyol               |
| XXII     | 01.01.1944  | Gregorio Rojo ( España) · R. C. D. Espanyol        | 29:30.8                | No disputada.                                        |                        | F.C. Barcelona               |
| XXIII    | 01.01.1945  | Gregorio Rojo ( España) · R. C. D. Espanyol        | 29:41.2                | No disputada.                                        |                        | R. C. D. Espanyol            |
| XXIV     | 01.01.1946  | Raphael Pujazon ( Francia)                         | 34:21.2                | No disputada.                                        |                        | R. C. D. Espanyol            |
| XXV      | 01.01.1947  | Constantino Miranda ( España) · R. C. D. Espanyol  | 29:13                  | María Víctor ( España) · R.C.D.Espanyol              | 3:00.0                 | F.C. Barcelona               |
| XXVI     | 01.01.1948  | Gregorio Rojo ( España) · F.C. Barcelona           | 28:14.4                | María Víctor ( España) · R.C.D.Espanyol              | 2:53.2                 | R. C. D. Espanyol            |
| XXVII    | 01.01.1949  | Raphael Pujazon ( Francia)                         | 28:11.0                | María Víctor ( España) · R.C.D.Espanyol              | 2:00.0                 | R. C. D. Espanyol            |
| XXVIII   | 01.01.1950  | José Coll ( España) · R. C. D. Espanyol            | 28:36.2                | María Víctor ( España) · R.C.D.Espanyol              | 2:58.0                 | R. C. D. Espanyol            |
| XXIX     | 01.01.1951  | Giuseppe Bebiacqua ( Italia)                       | 28:15.4                | Carmen García ( España) · U.G.Badalona               | 3:31.0                 | R. C. D. Espanyol            |
| XXX      | 20.01.1952  | Gregorio Rojo ( España) · F.C. Barcelona           | 27:58.0                | María Víctor ( España) · R.C.D.Español               | 2:56.8                 | R. C. D. Espanyol            |
| XXXI     | 11.01.1953  | Abd El Krim ( Francia) Stade Français              | 28:17                  | Patrocinio Alonso ( España) · O.L.R.La Seda          | 3:02.0                 | R. C. D. Espanyol            |
| XXXII    | 10.01.1954  | Antonio Amorós ( España) · F.C. Barcelona          | 27:48.0                | No disputada.                                        |                        | R. C. D. Espanyol            |
|          | 1955        | No se celebró                                      |                        |                                                      |                        |                              |
| XXXIII   | 01.01.1956  | Hanida Addeche ( Francia) U.S.Marquette Lille      | 27:46.6                | No disputada.                                        |                        | F.C. Barcelona               |
| XXXIV    | 01.01.1957  | Antonio Amorós ( España) · R. C. D. Espanyol       | 27:08.4                | No disputada.                                        |                        | R. C. D. Espanyol            |
| XXXV     | 08.12.1957  | Antonio Amorós ( España) · R. C. D. Espanyol       | 27:16.2                | No disputada.                                        |                        | F.C. Barcelona               |
| XXXVI    | 07.12.1958  | Josep Molins ( España) · F.C. Barcelona            | 27:20.8                | No disputada.                                        |                        | F.C. Barcelona               |
| XXXVII   | 20.12.1959  | Gerald North ( Reino Unido)                        | 26:57.6                | No disputada.                                        |                        | F.C. Barcelona               |
| XXXVIII  | 09.12.1960  | Mike Hyman ( Reino Unido)                          | 26:44.0                | No disputada.                                        |                        | F.C. Barcelona               |
| XXXIX    | 17.12.1961  | John Anderson ( Reino Unido)                       | 26:39.4                | No disputada.                                        |                        | F.C. Barcelona               |
| XL       | 09.12.1962  | Fernando Aguilar ( España) · R.S.S.Sebastian       | 26:50.2                | No disputada.                                        |                        | F.C. Barcelona               |
| XLI      | 15.12.1963  | Melvyn R. Batly ( Reino Unido)                     | 26:36.4                | Montserrat Bel ( España) · C.D.Mediterráneo          | 2:47.2                 | F.C. Barcelona               |
| XLII     | 13.12.1964  | Melvyn R. Batly ( Reino Unido)                     | 26:11.8                | Joselyne Frendo ( Francia) A.U.S.Perpignan           | 2:32.8                 | F.C. Barcelona               |
| XLIII    | 12.12.1965  | Richard Taylor ( Reino Unido)                      | 26:34.8                | María Rosa Sierra ( España) · Centro Atlético Monzón | 1:48                   | F.C. Barcelona               |
| XLIV     | 11.12.1966  | Francisco Arimendi ( España) · R. C. D. Espanyol   | 27:16.2                | Ana María Gisbert ( España)                          | 2:26.2                 | R. C. D. Espanyol            |
|          | 1967        | No se celebró                                      |                        |                                                      |                        |                              |
| XLV      | 08.12.1968  | Allan Rushmer ( Reino Unido)                       | 18:50.2                | María Rosa Sierra ( España) · C.D.Universitario      | 2:40                   | J.A. Sabadell                |
| XLVI     | 07.12.1969  | David Bedford ( Reino Unido)                       | 15:37                  | María Feu ( España) · C.D.Universitario              | 2:31.3                 | J.A. Sabadell                |
| XLVII    | 13.12.1970  | Mike Tagg ( Reino Unido)                           | 18:46.8                | María Nieves Recuero ( España)                       | 4:11.2                 | C.D. Almogavares             |
| XLVIII   | 12.12.1971  | Dave Holt ( Reino Unido)                           | 18:43.6                | Mercedes Rosich ( España) · C.A.Manresa              | 3:55.4                 | C.D. Almogavares             |
| XLIX     | 17.12.1972  | Lachie Stewart ( Reino Unido)                      | 16:37.6                | Carmen Valero ( España) · J.A.Sabadell               | 2:59.0                 | F.C. Barcelona               |
| L        | 02.12.1973  | Mariano Haro ( España) · E. y D. Palencia          | 24:33                  | Isabel Tatjer ( España) · Gimnástico Barcelonés      | 5:24                   | Telesport Irún               |
| LI       | 15.12.1974  | Bronislaw Malinowski ( Polonia)                    | 25:08.8                | Encarna Escudero ( España)                           | 5:28                   | J.A. Barcelona               |
| LII      | 14.12.1975  | Bernie Ford ( Reino Unido)                         | 25:13                  | Encarna Escudero ( España)                           | 5:03.8                 | C.G. Barcelonés              |
| LIII     | 05.12.1976  | Antonio Campos ( España) · Valencia                | 25:45.6                | Encarna Escudero ( España)                           | 7:56.6                 | At. St. Coloma               |
| LIV      | 04.12.1977  | Mike McLeod ( Reino Unido)                         | 25:09.6                | Encarna Escudero ( España)                           | 7:41.2                 | C.G. Barcelonés              |
| LV       | 03.12.1978  | Fernando Cerrada ( España) · Real Madrid           | 25:19.3 (9.525 metros) | Encarna Escudero ( España) · A.S.C.                  | 7:46.4 (2.350 metros)  | C.N. Reus Ploms              |
| LVI      | 02.12.1979  | Barry Smith ( Reino Unido)                         | 25:38.4                | Encarna Escudero ( España) · C.N.Barcelona           | 7:55.4                 | RAI-77                       |
| LVII     | 07.12.1980  | Tim Hutchings ( Reino Unido)                       | 25:32.2                | Gloria Pallé ( España)                               | 8:08.0                 | F.C. Barcelona               |
| LVIII    | 06.12.1981  | Jordi García ( España) · F.C. Barcelona            | 26:09 (9.775 metros)   | Encarna Escudero ( España) · C.N.Barcelona           | 8:14.0                 | At. Sta. Coloma              |
| LIX      | 05.12.1982  | Jordi García ( España) · C.N. Montjuic             | 25:57.0                | Cristina Agustí ( España) · Olímpic Farners          | 7:51.4                 | C.N. Montjuic                |
| LX       | 04.12.1983  | José Luis González ( España) · Asland Toledo       | 26:08.6                | Gloria Pallé ( España) · C.N.Barcelona               | 7:59.2                 | C.N. Barcelona               |
| LXI      | 20.01.1985  | Eamon Martin ( Reino Unido)                        | 25:38                  | Rosa Granado ( España) · A.A.Catalunya Fichet        | 10:57                  | F.C. Barcelona               |
| LXII     | 01.12.1985  | Mike McLeod ( Reino Unido)                         | 26:02                  | Rosa Granado ( España) · A.A.Catalunya Fichet        | 10:24                  | At. Sta. Coloma              |
| LXIII    | 07.12.1986  | Carl Tackeray ( Reino Unido)                       | 25:47.8                | Carmen Valero ( España) · Sabadell-Xerox             | 10:32.8                | G.D.T. El Minuto             |
| LXIV     | 06.12.1987  | Steve Harris ( Reino Unido)                        | 25:31.4                | Cristina Agustí ( España) · GEE Girona               | 10:25.0                | G.D.T. El Minuto             |
| LXV      | 04.12.1988  | Carl Tackeray ( Reino Unido)                       | 25:48.7                | Karin McLeod ( Reino Unido)                          | 10:06.6                | Nike At. Club                |
| LXVI     | 05.12.1989  | Domingos Castro ( Portugal)                        | 25:47                  | Albertina Machado ( Portugal)                        | 10:24                  | Nike At. Club                |
| LXVII    | 02.12.1990  | Ezekiel Bitok ( Kenia)                             | 27:15                  | Shelly Steely ( Estados Unidos)                      | 10:26                  | Victory Run Club             |
| LXVIII   | 01.12.1991  | Hammouod Boutayeb ( Marruecos)                     | 27:30 (9.050 metros)   | Fernanda Ribeiro ( Portugal)                         | 10:18 (3.200 metros)   | Nike At. Club                |
| LXIX     | 06.12.1992  | Antonio Serrano ( España) · Joma Sport             | 28:00                  | Nuria Pastor ( España) · F. C. Barcelona             | 11:06                  | Nike At. Club                |
| LXX      | 28.11.1993  | Samuel Otieno ( Kenia)                             | 27:52                  | Nuria Pastor ( España) · F. C. Barcelona             | 11:12                  | Nike At. Club                |
| LXXI     | 27.11.1994  | Addis Abebe ( Etiopía)                             | 27:28                  | Nuria Pastor ( España) · F. C. Barcelona             | 11:00                  | Domingo Catalán              |
| LXXII    | 26.11.1995  | Worku Bikila ( Etiopía)                            | 27:33 (9.050 metros)   | Flavia Gaviglio ( Italia)                            | 10:57 (3.200 metros)   | Saucony                      |
| LXXIII   | 24.11.1996  | Isaac Viciosa ( España) · Larios                   | 27:42 (9.050 metros)   | Rocío Ríos ( España) · Adidas                        | 10:53 (3.200 metros)   | Domingo Catalán              |
| LXXIV    | 30.11.1997  | Isaac Viciosa ( España) · Larios                   | 28:04 (9.050 metros)   | Cathy McKiernan ( Irlanda)                           | 10:24 (3.200 metros)   | Adidas R.T.                  |
| LXXV     | 22.11.1998  | Isaac Viciosa ( España) · Moratalaz                | 27:59 (9.050 metros)   | Julia Vaquero ( España) · Adidas                     | 10:48 (3.200 metros)   | Domingo Catalán              |
| LXXVI    | 21.11.1999  | Alberto Juzdado ( España) · Adidas                 | 28:34 (9.050 metros)   | Magdaline Chemjor ( Kenia)                           | 11:08 (3.200 metros)   | Fila D. Catalán              |
| LXXVII   | 19.11.2000  | Driss Lakhouaja ( Marruecos) Integra 2             | 27:59 (9.533 metros)   | Fernanda Ribeiro ( Portugal) Adidas                  | 20:50 (6.400 metros)   | Fila D. Catalán              |
| LXXVIII  | 11.11.2001  | Robert Mudogo ( Kenia)                             | 28:16 (9.550 metros)   | Chantal Dallenbach ( Francia)                        | 21:25 (6.400 metros)   |                              |
| LXXIX    | 01.12.2002  | Isaac Viciosa ( España) · Chapín                   | 27:45 (9.550 metros)   | Eva Sanz ( España) · Carrefour                       | 21:31 (6.400 metros)   |                              |
| LXXX     | 30.11.2003  | Zersenay Tadesse ( Eritrea)                        | 27:14 (9.550 metros)   | Ayabei Chepkorir ( Kenia)                            | 21:04 (6.400 metros)   |                              |
| LXXXI    | 28.11.2004  | Zersenay Tadesse ( Eritrea) Adidas                 | 27:30 (9.500 metros)   | Jessica Augusto ( Portugal) Adidas                   | 21:27 (6.400 metros)   |                              |
| LXXXII   | 27.11.2005  | Zersenay Tadesse ( Eritrea) Adidas                 | 27:32 (9.550 metros)   | Natalia Rodríguez ( España) · Adidas                 | 22:40 (6.400 metros)   |                              |
| LXXXIII  | 26.11.2006  | Alemayehu Bezabeh ( Etiopía) CA Bikila Madrid      | 28:01 (9.550 metros)   | Isabel Eizmendi ( España) · AE Blanc i Blau          | 22:25 (6.400 metros)   |                              |
| LXXXIV   | 25.11.2007  | Josphat Kiprono Menjo ( Kenia)                     | 27:46 (9.550 metros)   | Eunice Jepkorir ( Kenia)                             | 21:22 (6.400 metros)   |                              |
| LXXXV    | 30.11.2008  | José Ríos ( España) · CA Manresa                   | 27:46 (9.300 metros)   | Eunice Jepkorir ( Kenia)                             | 21:07 (6.250 metros)   |                              |
| LXXXVI   | 29.11.2009  | Josphat Kiprono Menjo ( Kenia)                     | 29:31 (10.000 metros)  | Natalia Rodríguez ( España) · Gimnástic Tarragona    | 22:18 (6.635 metros)   |                              |
| LXXXVII  | 21.11.2010  | Josphat Kiprono Menjo ( Kenia)                     | 29:34 (10.000 metros)  | Natalia Rodríguez ( España) · Gimnástic Tarragona    | 22:11 (6.635 metros)   |                              |
| LXXXVIII | 27.11.2011  | Ilias Fifa ( Marruecos) F. C. Barcelona            | 30:05 (9.800 metros)   | Freehiwat Goshu ( Etiopía)                           | 22:07 (6.635 metros)   |                              |
| LXXXIX   | 18.11.2012  | Carlos Castillejo ( España) · Adidas               | 30:09 (10.000 metros)  | Marta Domínguez ( España) · Nike                     | 22:42 (6.635 metros)   |                              |
| XC       | 24.11.2013  | Soyekwo Kibet ( Uganda)                            | 29:48 (9.900 metros)   | Rebecca Cheptegei ( Uganda)                          | 22:12 (6.600 metros)   |                              |
| XCI      | 23.11.2014  | Tsegay Tuemay ( Eritrea)                           | 29:17 (9.900 metros)   | Olga Kotovska ( Ucrania)                             | 22:34 (6.600 metros)   |                              |
| XCII     | 22.11.2015  | Aaron Kifle ( Eritrea)                             | 28:17 (9.900 metros)   | Lidia Rodríguez ( España) · Bilbao Atletismo         | 22:12 (6.600 metros)   |                              |
| XCIII    | 27.11.2016  | Yemane Haileselassie ( Eritrea)                    | 30:24 (9.900 metros)   | Inés Monteiro ( Portugal)                            | 22:59 (6.600 metros)   |                              |